# Pintz János
Pintz János (Budapest, 1950. december 20. –) Cole- és Széchenyi-díjas magyar matematikus, az Magyar Tudományos Akadémia rendes tagja. Szűkebb szakterülete az analitikus számelmélet.

## Életpályája
A Fazekas Mihály Fővárosi Gyakorló Gimnáziumban tanult.
1974 és 1977 között az ELTE Algebra és Számelmélet tanszék oktatója volt, 1977 óta a Magyar Tudományos Akadémia Matematikai Kutatóintézete (MTA Rényi Alfréd Matematikai Kutatóintézet) kutatója. A matematikai tudományok kandidátusa (1975), doktora (1984), a Magyar Tudományos Akadémia levelező (2004), majd rendes (2010) tagja.

## Kutatásai és főbb eredményei
Számelmélettel, elsősorban prímszámelmélettel foglalkozik.
- Komlós Jánossal és Szemerédi Endrével közösen megcáfolta a Heilbronn-sejtést.
- Henryk Iwanieccel igazolta, hogy elég nagy n-re van prímszám n és n+n23/42 között.
- Effektív felső korlátot adott az első számra, amire nem teljesül a Mertens-sejtés.
- Azon x-nél kisebb páros számok számára, amelyek nem állnak elő két prímszám összegeként, az O(x2/3) korlátot adta.
- Megjavítva Linnyik eredményét Ruzsa Imrével bebizonyította, hogy minden elég nagy páros szám két prímszám és legfeljebb nyolc 2-hatvány összege.
- Daniel Goldstonnal és Cem Yıldırımmel igazolta, hogy az n-edik és n+1-edik prímszám különbsége végtelen sokszor {\displaystyle O({\sqrt {\log n}}(\log \log n)^{2})} nagyságú.
- Daniel Goldstonnal, S. W. Grahammal és C. Y. Yıldırım-mel igazolta, hogy a pontosan két prímszám szorzataként írható számok közötti különbség végtelen sokszor legfeljebb 26.

## Művei
- A Goldbach-sejtésről. Székfoglaló előadások a Magyar Tudományos Akadémián (2014)

## Kitüntetései
- Rényi Kató-díj (1973)
- Grünwald Géza-emlékdíj (1974)
- Rényi-díj (1985)
- Erdős Pál-díj (1986)
- Akadémiai Díj (1995)
- Széchenyi-díj (2013)
- Cole-díj (2014)[1]
- Prima díj (2017)[2]